# مرد روز
مرد روز فیلمی به کارگردانی و نویسندگی موسی افشار محصول سال ۱۳۴۷ است. اکران نخست فیلم «مرد روز» در تاریخ چهارشنبه ۱۵ آبان سال ۱۳۴۷ خورشیدی در دوازده سینما در تهران (سعدی، پلازا، ری، کیهان، مراد، المپیا، پرسپولیس، فردوسی، ماندانا، دریا، ستاره و شرق) بوده است  .

## داستان
رضا (بیک ایمانوردی) جوان دست و پاچلفتی، شیفته رؤیا (نیلوفر) است اما رویا قرار است با امیر (رامین) ازدواج کند...

## بازیگران
- رضا بیک ایمانوردی
- نیلوفر
- رامین
- جواد تقدسی
- علی زندی
- حسین اشراق
- کارمن
- نادره